# Jáchym Topol
Jáchym Topol (ur. 4 sierpnia 1962 w Pradze) – czeski prozaik, poeta i publicysta. Syn dramaturga i poety Josefa Topola, brat kompozytora, muzyka rockowego i pisarza Filipa Topola.

## Życiorys
W latach 80. pisywał w prasie podziemnej. Współtwórca i redaktor magazynów literackich „Revolver Revue” i „Respekt”. Obecnie pracuje w redakcji dziennika „Lidové noviny”. Tłumaczył również z angielskiego legendy i pieśni Indian i Eskimosów północnoamerykańskich. Za działalność opozycyjną był w okresie komunizmu wielokrotnie aresztowany, przebywał również w szpitalu psychiatrycznym. Debiutował w 1981 tomikiem wierszy ogłoszonych w samizdacie.
W 1994 opublikował swoją pierwszą powieść – Siostrę, postmodernistyczną kronikę przemian zachodzących w Czechosłowacji na przełomie lat 80. i 90. W niektórych jej fragmentach Topol nawiązuje do Śmierci na kredyt Celine'a, ale również do tworów kultury masowej. Inne jego powieści to m.in. Nocna praca (2001) oraz Strefa cyrkowa (2005). Z kolei Supermarket bohaterów radzieckich jest zapisem podróży do domu polskiego pisarza Andrzeja Stasiuka. Jego utwory poetyckie są publikowane w wielu krajach, także w Polsce, m.in. w antologiach Czeski underground. Wybór tekstów z lat 1969-1989 (2008), Gdyby wiersze miały drzwi. Antologia młodszej poezji czeskiej ostatnich lat (2005) oraz Maść przeciw poezji (2008) Leszka Engelkinga. W 2015 pisarz otrzymał międzynarodową nagrodę literacką Vilenica.

## Publikacje
- Eskymáckej pes (samizdat 1981), tom wierszy
- Miluju tě k zbláznění (1991), zbiór wierszy obejmujący trzy tomy samizdatowe, przekład polski Kocham cię jak wariat
- V úterý bude válka (1992), tom wierszy
- Sestra (1994), powieść, przekład polski Siostra
- Výlet k nádražní hale (2004), opowiadanie, przekład polski (edycja czasopiśmiennicza) Wycieczka do hali dworcowej
- Anděl (1995), powieść, przekład polski Anioł
- Trnová dívka. Příběhy severoamerických Indiánů (wybór indiańskich i eskimoskich legend i pieśni, 1997)
- Noční práce (2001), powieść, przekład polski Nocna praca
- Supermarket sovětských hrdinů (2004), kronika podróży, esej, przekład polski Supermarket bohaterów radzieckich (2005)
- Cesta do Bugulmy (2005), sztuka teatralna, przekład polski Droga do Bugulmy (2006)
- Kloktat dehet (2005), powieść, przekład polski Strefa cyrkowa (2008)
- Chladnou zemi (2009), powieść, przekład polski Warsztat diabła (2013)
- Citlivý člověk (2017), powieść, przekład polski Wrażliwy człowiek (2019)

## Ekranizacje
Anioł i Siostra zostały zekranizowane: Anděl Exit (2000, Anioł wyjście, reż. Vladimír Michálek, scenariusz Vladimír Michálek i Jáchym Topol), Sestra (2008, Siostra, scenariusz i reż. Vít Pancíř).

## Przekłady polskie
Na język polski jego utwory tłumaczyli Leszek Engelking (wiersze, Siostra, Nocna praca, Supermarket bohaterów radzieckch, Droga do Bugulmy, Strefa cyrkowa, Warsztat Diabła), Marcin Babko (Anioł, Wycieczka do hali dworcowej), Jarosław Malicki (wiersze), Anna Janyško (Kocham cię jak wariat) i Dorota Dobrew (Wrażliwy człowiek).